# Pediomelum esculentum
Pomme de prairie
Espèce
Statut de conservation UICN

 LC  : Préoccupation mineure
Pediomelum esculentum, la Pomme de prairie, est une espèce de plantes à fleurs de la famille des Fabaceae, originaire d'Amérique du Nord.

## Répartition
Cette plante se rencontre au Canada et aux États-Unis.

## Systématique
Le nom correct complet (avec auteur) de ce taxon est Pediomelum esculentum (Pursh) Rydb..
L'espèce a été initialement classée dans le genre Psoralea sous le basionyme Psoralea esculenta Pursh.
Ce taxon porte en français les noms vernaculaires ou normalisés suivants : Pomme blanche, Psoralée comestible, Navet de prairie, Pomme de prairie,.
Pediomelum esculentum a pour synonymes :
- Lotodes esculentum (Pursh) Kuntze
- Psoralea brachiata Douglas
- Psoralea brachiata Douglas ex Hook.
- Psoralea esculenta Pursh
- Psoralea fruticosa Kellogg